# Вільхова Плота
Вільхова Плота (рос. Ручей Ольхова Плота; Ольховая Плота) — річка в Росії у Бєлгородському районі Бєлгородської області. Ліва притока річки Топлинки (басейн Азовського моря).

## Опис
Довжина річки приблизно 13,81 км, найкоротша відстань між витоком і гирлом — 11,99  км, коефіцієнт звивистості річки — 1,15 . Формується декількома безіменними струмками та загатами.

## Розташування
Бере початок на південноно-західній околиці села Головино. Тече переважно на південний схід і у селі Нікольське впадає у річку Топлинку, праву притоку Сіверського Дінця.

## Цікаві факти
- Біля витоку річки на західній стороні на відстані приблизно 1,31 км пролягає автошлях E105[3] (європейський автошлях, що бере свій початок в норвезькому Кіркенесі і закінчується в українській Ялті. Довжина — 3770 кілометрів.).